# Metallic Attack: The Ultimate Tribute
Metallic Attack: The Ultimate Tribute (укр. Металева атака: Найвища шана) — триб'ют-альбом із кавер-версіями пісень рок-гурту Metallica, що вийшов 2004 року.

## Про альбом
Збірка стала черговим компіляційним триб'ют-альбомом, спродюсованим Бобом Куліком, братом Брюса Куліка з Kiss. З кінця 1990-х років продюсер створював схожі альбоми, присвячені різним рок-виконавцям, таким як Van Halen, Aerosmith та іншим. Зокрема, 2001 року вийшла збірка Metallic Assault: A Tribute to Metallica, присвячена Metallica.
Якщо попередня платівка містила пісні, які було записано музикантами з різних гуртів, то на цій знайшлося місце декільком каверам у виконанні одного гурту: Motorhead перезаписали «Whiplash», Flotsam and Jetsam — «Damage Inc.», a Death Angel — «Trapped Under Ice». На думку Джонні Лофтуса (AllMusic), який оцінив альбом на дві з половиною зірки з п'яти, попри низьку якість виробництва — компакт-диску бракувало вихідних даних про виконавців кавер-версій, а його обкладинку можна було назвати хіба що «чорно-фіолетовим безладом», — з музичної точки зору альбом вирізнявся поміж багатьох схожих платівок, зокрема був кращим за індастріал-альбом Die Krupps 1993 року та електропоповий Metalliclash 2002 року.
2005 року гурт Motorhead отримав нагороду «Греммі» в категорії «Найкраще виконання в стилі метал» за кавер-версію «Whiplash», опубліковану на цьому альбомі.

## Список пісень
| #   | Назва                  | Виконавці                                                             | Тривалість |
| --- | ---------------------- | --------------------------------------------------------------------- | ---------- |
| 1.  | «Whiplash»             | Motörhead                                                             | 3:49       |
| 2.  | «Damage, Inc.»         | Flotsam and Jetsam                                                    | 4:16       |
| 3.  | «Enter Sandman»        | Нуно Беттенкур, Скотт Тревіс, Томмі Віктор, Джої Вера                 | 5:37       |
| 4.  | «Trapped Under Ice»    | Death Angel                                                           | 3:58       |
| 5.  | «Nothing Else Matters» | Грег Біссонетт, Тоні Франклін, Боб Кулік, Брюс Кулік, Джо Лінн Тернер | 6:30       |
| 6.  | «Motorbreath»          | Пейдж Гамільтон, Скотт Ян, Роб Ніколсон, Раян Єрдон                   | 3:24       |
| 7.  | «Holier than Thou»     | Даг Олдріч, Чак Біллі, Марко Мендоза, Ерік Сінгер, Алекс Сколнік      | 3:49       |
| 8.  | «Master of Puppets»    | Брюс Буйє, Ренді Кастільо, Вітфілд Крейн, Рокі Джордж, Майк Айнез     | 8:39       |
| 9.  | «Eye of the Beholder»  | Life After Death                                                      | 6:17       |
| 10. | «Creeping Death»       | Dark Angel                                                            | 5:47       |